# Cattedrale di San Vladimir (Sebastopoli)
La cattedrale di San Vladimir è una chiesa ortodossa a Sebastopoli edificata a seguito della guerra di Crimea come memoriale degli eroi dell'assedio di Sebastopoli (1854–1855).

## Storia
Fu l'ammiraglio Mikhail Lazarev che si avvicinò all'idea di costruire la cattedrale di San Vladimir a Sebastopoli piuttosto che a Cherson come era stato originariamente previsto. La chiesa contiene le tombe di Lazarev e tre dei suoi discepoli - Vladimir Kornilov, Vladimir Istomin e Pavel Nakhimov - morti durante l'assedio.
L'architettura della chiesa è neobizantina. Il progetto originale è stato presentato da Konstantin Thon per la cattedrale di Cherson. È stato poi ricostruito da un architetto locale, Aleksey Avdeyev. La chiesa inferiore fu consacrata nel 1881, la chiesa superiore fu terminata 7 anni dopo.
L'edificio ha un'altezza di 32,5 metri. L'interno in marmo è stato decorato da una squadra di artisti svizzeri e italiani. I nomi degli eroi dell'assedio degli anni cinquanta sono inscritti sulle pareti. Le tombe degli ammiragli furono distrutte dai sovietici nel 1931. La chiesa ha subito ulteriori danni nella seconda guerra mondiale.
L'arcivescovo Joachim di Nizhny Novgorod venne presumibilmente martirizzato dai bolscevichi all'interno della cattedrale di San Vladimir nell'aprile del 1920 (o forse nel 1921), venendo crocifisso capovolto sulle porte reali dell'iconostasi. L'arciprete della cattedrale, Aleksei Nazarevsky, è stato assassinato insieme a lui, sebbene i dettagli di quando sia morto non sono chiari. Sebastopoli era sotto l'occupazione delle forze russe bianche di Wrangel fino al novembre 1920 e le ultime informazioni definitive su Levitsky sono la sua partenza per la città nel 1918.

## Galleria d'immagini

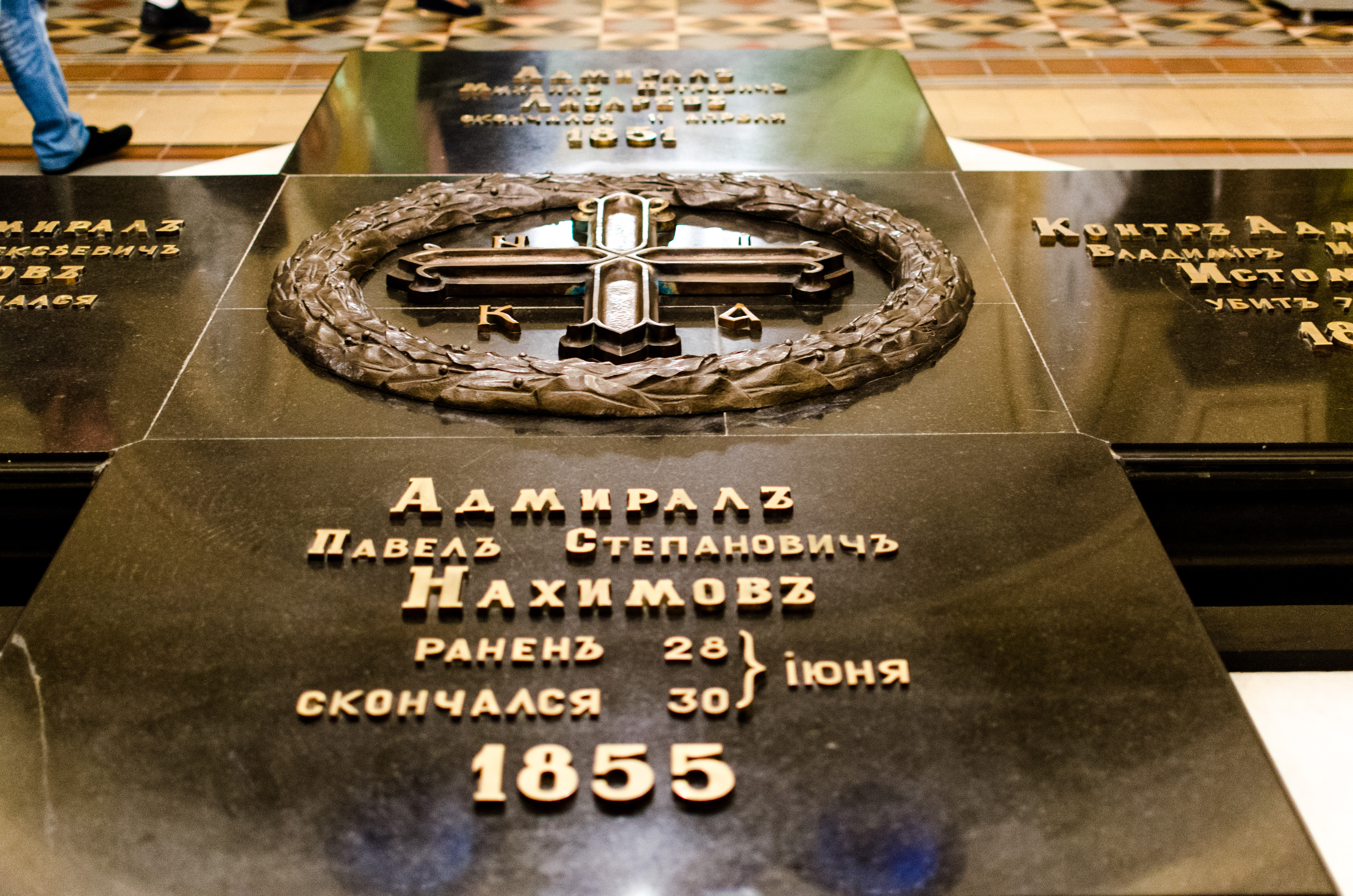
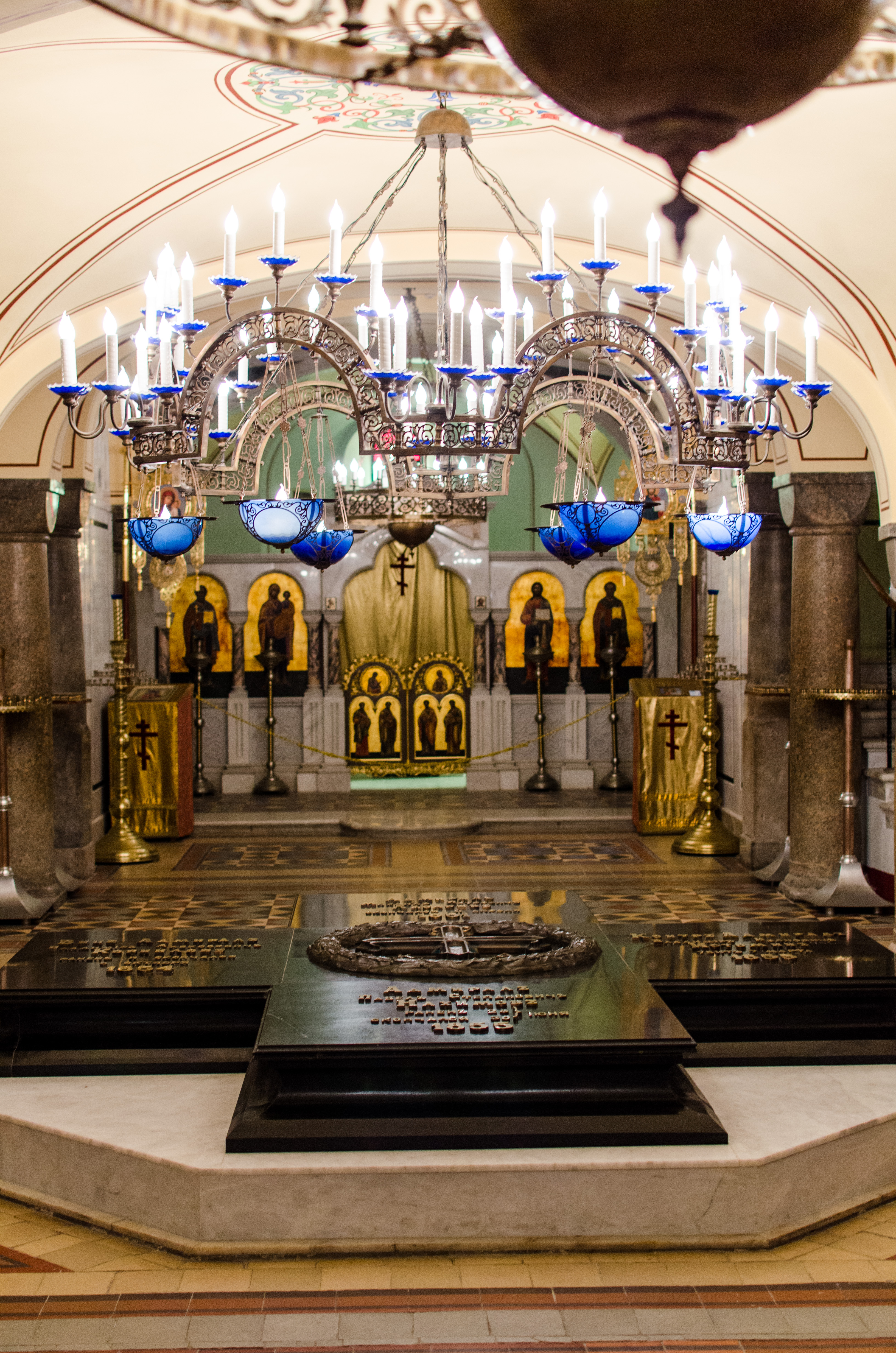
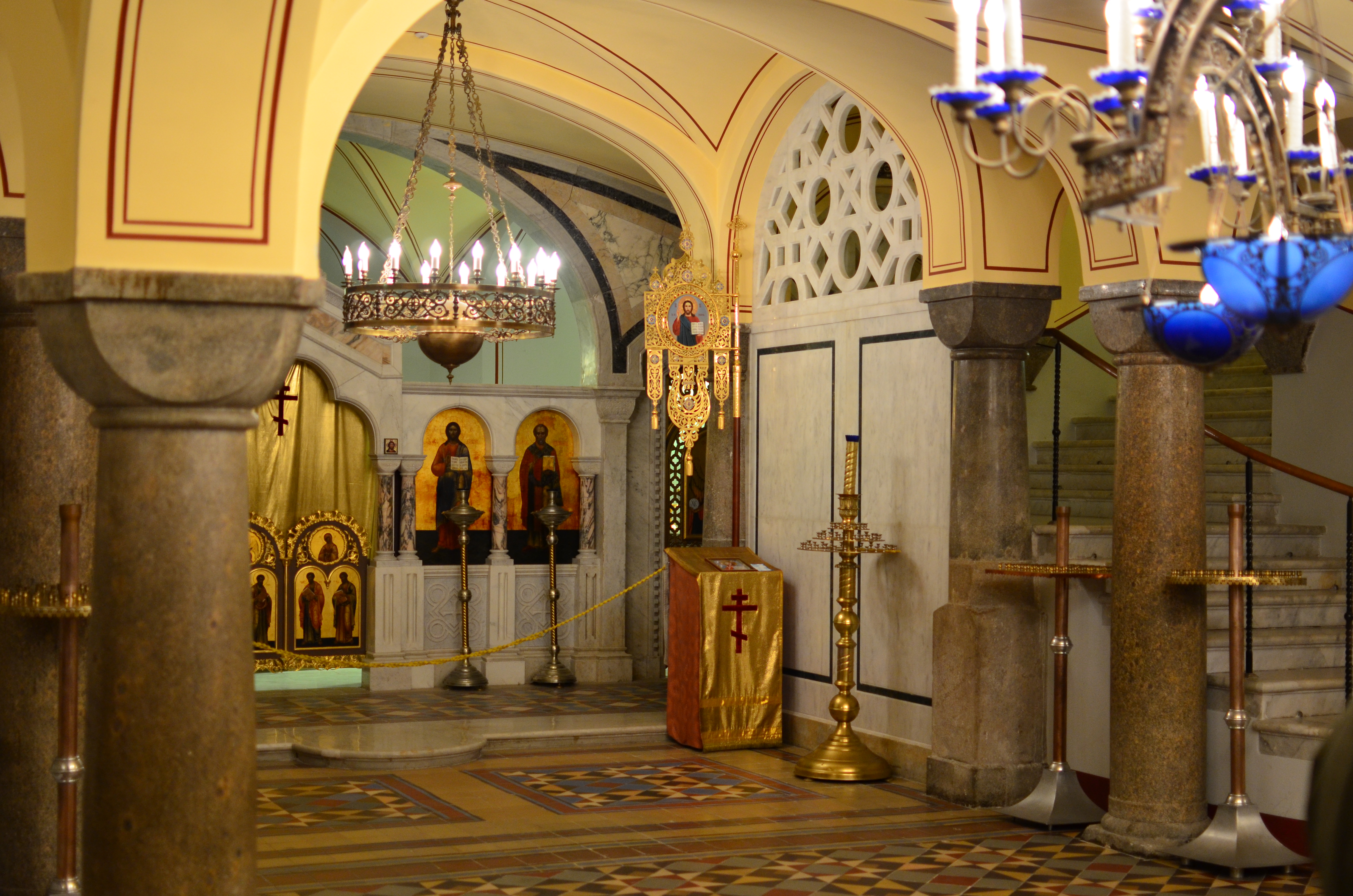
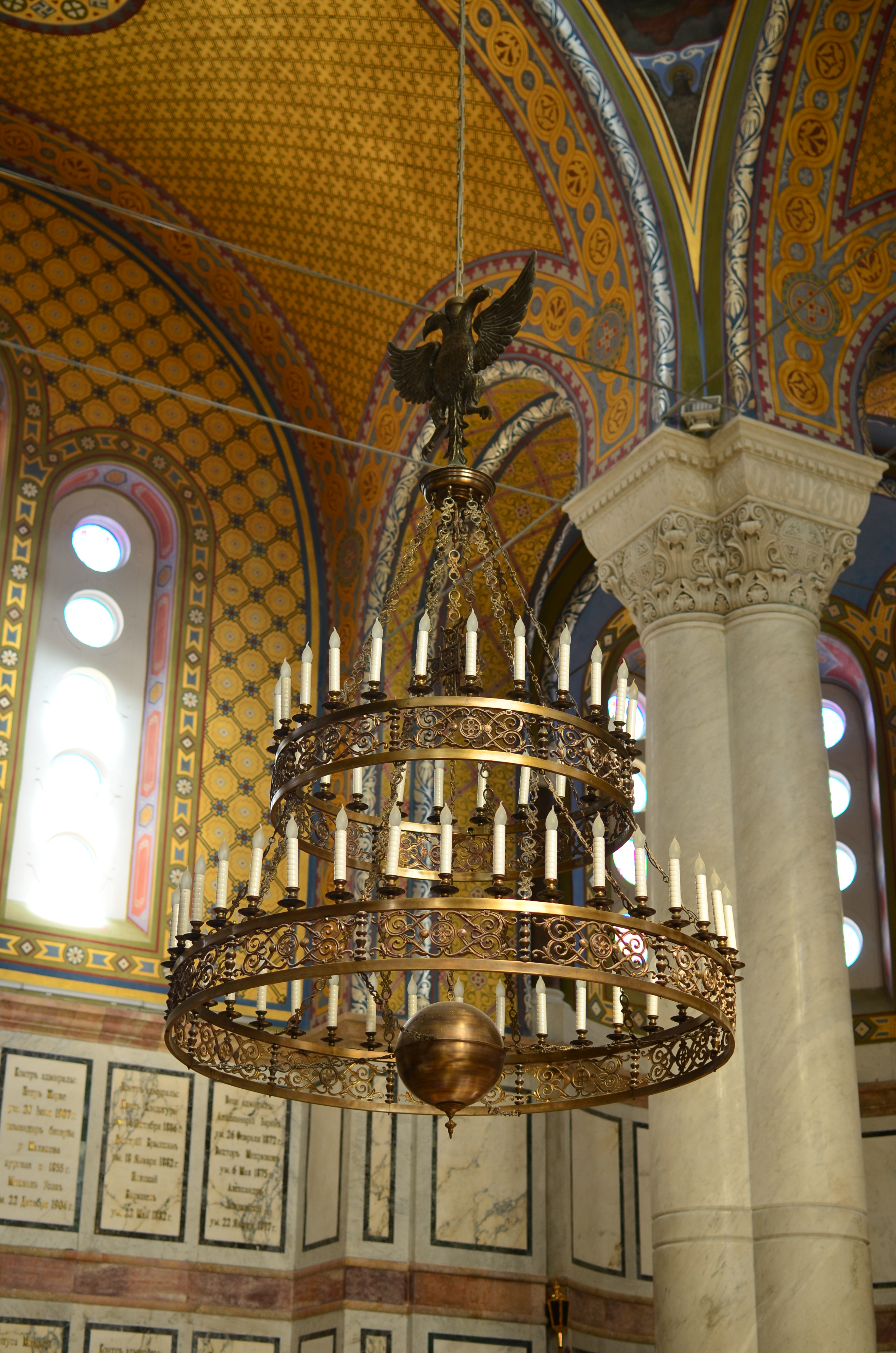
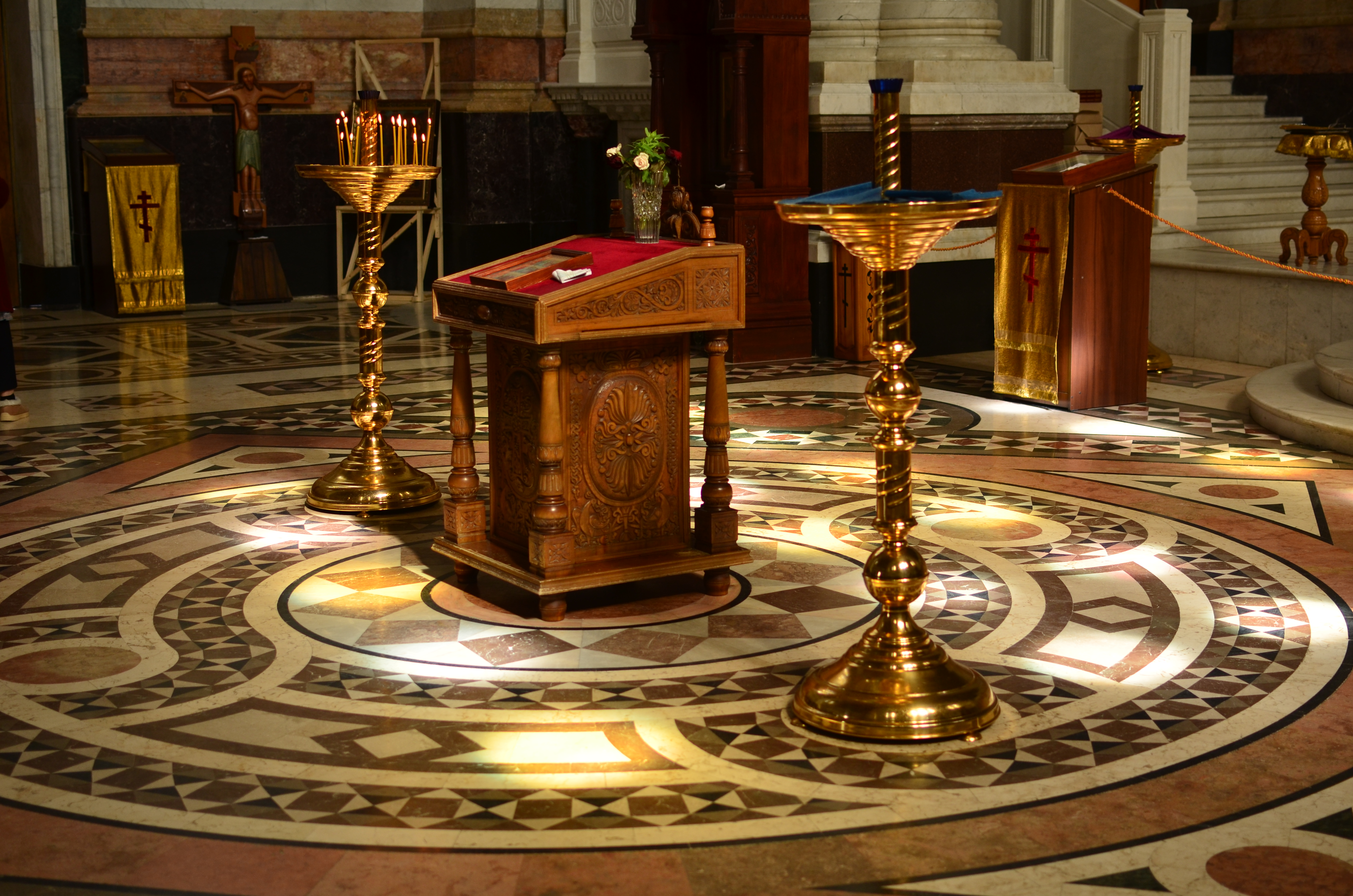
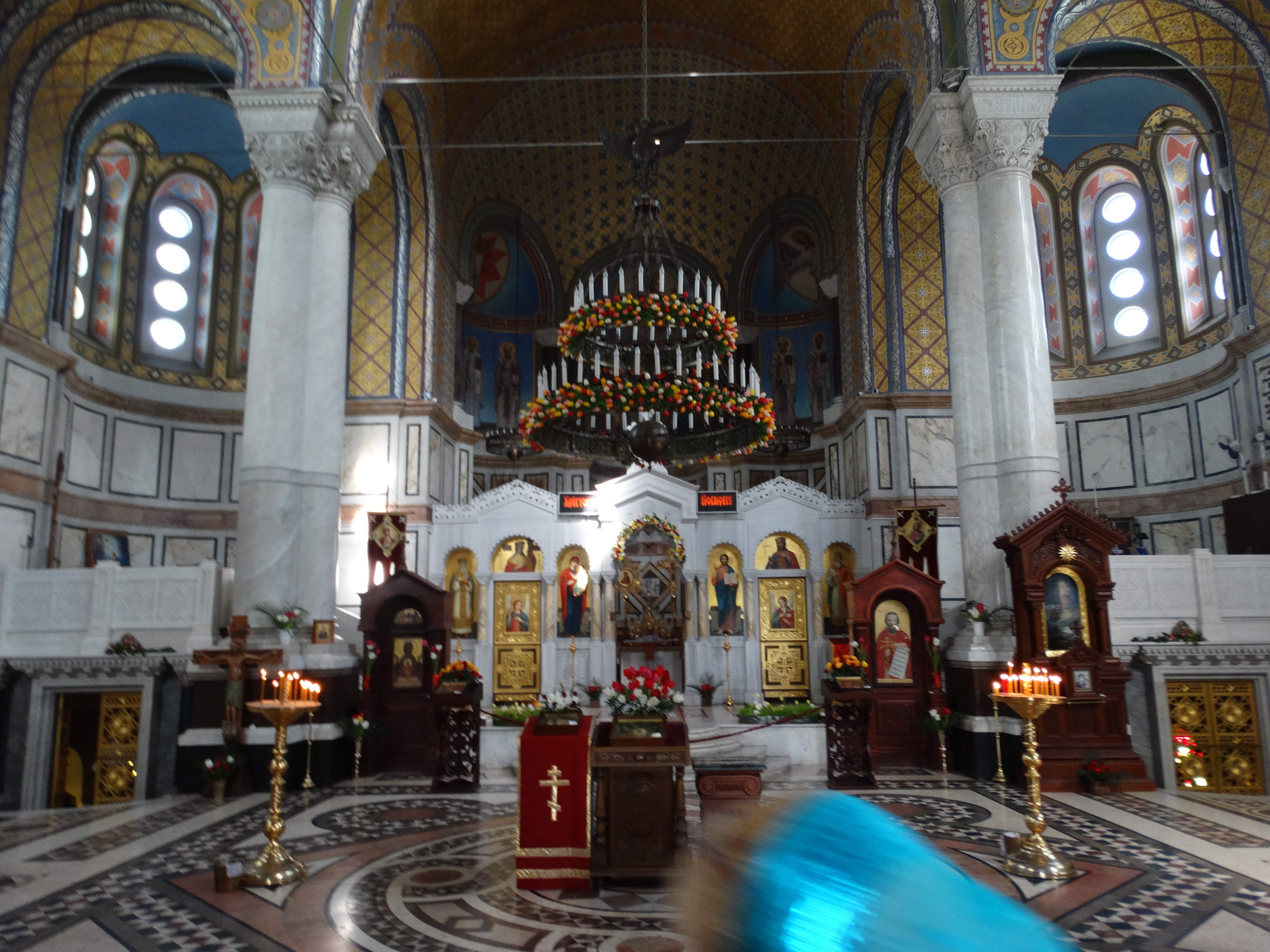
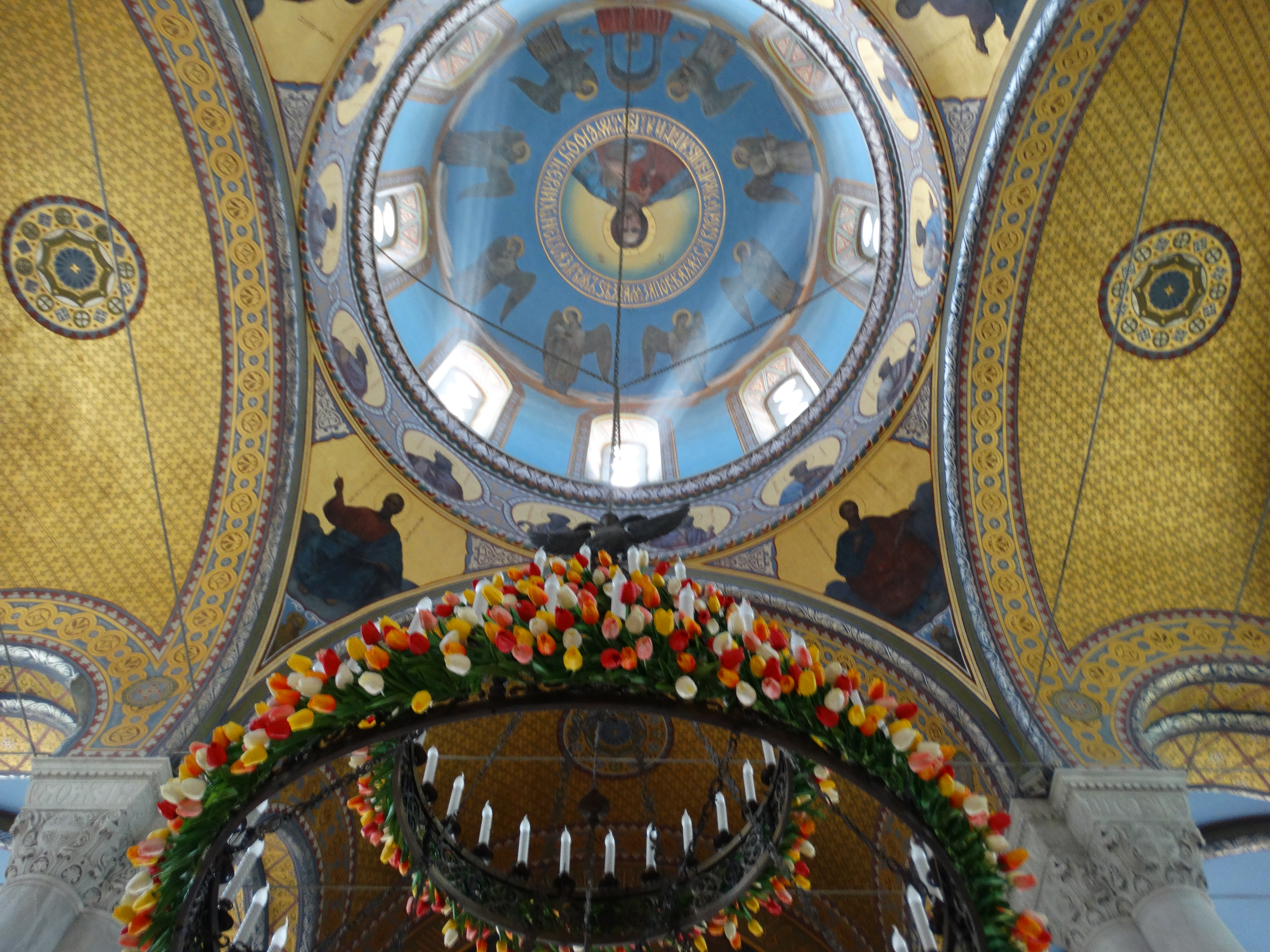